# Théophane Vénard
Théophane Vénard (Poitiers, 21 febbraio 1829 – Hanoi, 2 febbraio 1861) è stato un presbitero e missionario francese, morto martire nel Vietnam. Beatificato nel 1909, è stato proclamato santo da papa Giovanni Paolo II nel 1988.

## Biografia
Nato nei pressi di Poitiers, venne ordinato sacerdote il 2 giugno 1852 e partì missionario per l'estremo Oriente il 19 settembre dello stesso anno. Dopo aver passato quindici mesi a Hong Kong venne inviato in una missione dell'ovest del Tonchino, l'attuale Vietnam. A seguito di un'ondata di persecuzioni anticristiane si rifugiò con altri preti e vescovi nelle grotte e nella giungla.
Venne catturato il 30 novembre 1860. Al termine del suo processo, essendosi rifiutato di rinnegare la sua fede, fu condannato alla decapitazione. Da allora visse imprigionato in una gabbia fino al 2 febbraio 1861, giorno in cui la condanna fu eseguita.
Scrisse alla sua famiglia delle lettere che testimoniano la gioia con la quale accettò il martirio.

## La venerazione di Teresa di Lisieux
Anni dopo, tra le tante persone che ebbero modo di leggere queste lettere, vi fu una lettrice di eccezione, Teresa di Lisieux, che lo elesse non solo suo fratello bensì fratello gemello, trovandone l'anima proprio simile alla sua. Gli promise di continuare lei il suo lavoro e già si apprestava al lungo viaggio dalla Francia al Vietnam, quando la malattia si interpose al progetto. Nella cella dove la carmelitana morì, dopo mesi di sofferenze, accanto ai ritratti di Gesù e Maria vi era la fotografia di Théophane Vénard.

## Culto
Théophane Vénard venne dichiarato beato il 2 maggio 1909 e canonizzato insieme ad altri centodiciassette martiri del Vietnam nel 1988.

La sua festa ricorre il 2 febbraio (il 13 febbraio per la diocesi di Poitiers).